# فاعلية (كيمياء)
فاعلية كيميائية (أو النشاط الكيميائي) هي مقياس «للتركيز الفعلي» لمادة في مخلوط من المواد ويرمز لها بالرمز a ، وهي تعني أن الكمون الكيميائي تلك المادة يعتمد على فاعلية محلول حقيقي بنفس طريقة اعتماد فاعلية التركيز في سائل مثالي.
وقد اصطلح على أن تكون الفاعلية الكيميائية كمية بدون وحدة، أي أن تكون مجرد عدد فقط، على الرغم من أن قيمتها الحقيقية تعتمد على خواص لحالة قياسية للمادة (انظر أسفله). وقد اصطلح على أخذ فاعلية المادة النقية في الحالة السائلة والحالة الصلبة لتكون مساوية 1. وتعتمد الفاعلية الكيميائية على درجة الحرارة والضغط ومركبات المخلوط وبعض المتغيرات الأخرى. وبالنسبة إلى الغازات، فيعتبر الضغط الجزئي هو فاعليته.
وتصف الفاعلية تغير خواص كيميائية تعتمد على تركيز مادة في مخلوط، مثل درجة الغليان ودرجة الانصهار وتوصيل المحاليل والضغط الجزئي للسوائل المذيبة، حيث لا توجد علاقة تناسبية أو لوغاريتمية بينها وبين تركيز المادة.

## تعريف
تعرف الفاعلية (النسبية) بالمعادلة:

{\displaystyle a=\exp \left({\frac {\mu -\mu ^{\ominus }}{RT}}\right)}
حيث:
{\displaystyle a} الفاعلية،
{\displaystyle T} درجة الحرارة المطلقة،
{\displaystyle \mu } كمون كيميائي
{\displaystyle \mu ^{\ominus }} الكمون الكيميائي في ظروف ضغط ودرجة حرارة قياسية.
{\displaystyle R} ثابت الغازات العام
- ) الظروف القياسية هنا تعني:
- درجة الحرارة {\displaystyle T_{\mathrm {n} }} = 273,15 كلفن، أي 0 °C
- الضغط {\displaystyle p_{\mathrm {n} }}  = 101325 باسكال = 1 جو.

وفي حالة مخلوط مثالي نحصل على الكمونات الكيميائية للمواد من المعادلة:
{\displaystyle \mu _{i}(T,p)=\mu _{i}^{o}+RT\ln(x_{i})}
حيث {\displaystyle x_{i}} النسبة المولية للمادة i.
ويجب إجراء تعديل على المعادلة للأخذ في الاعتبار المخلوط الحقيقي وليس مخلوط مثالي:
{\displaystyle \mu _{i}(T,p)=\mu _{i}^{o}+RT\ln(a_{i})}
وتعتمد الفاعلية على نسبة المادة في المخلوط أو المحلول طبقا للعلاقة:
{\displaystyle a_{i}=\gamma _{i}\cdot x_{i}}
يسمى المعامل {\displaystyle \gamma } «معامل الفاعلية» وهو عدد ليست له وحدات. وبينما لا يوجد تآثر متبادل بين الجزيئات في المخلوط المثالي، تعتمد الكمونات الكيميائية وجميع الخواص المتعلقة بها فقط على نسب وجودها في مخلوط مثالي، نجد تآثر بين الجزيئات في مخلوط حقيقي. وقد يكون هذا التآثر عبارة عن تجاذب أو تنافر كهربائي مثلا. ويصف معامل الفاعلية ذلك التآثر المتبادل بين الجزيئات في المخلوط الحقيقي.
وقد قام العالم الكيميائي جيلبرت لويس عام 1907 بتعيينه عمليا ل كهارل قوية. ثم استخدم كل من الكيميائي السويدي سفانت أرينيوس والكيميائي الهولندي ياكوبس فانت هوف تعبير معامل الفاعلية للتعبير عن درجة تفكك الجزيئات Dissoziation في الأملاح عند دراسة انخفاض درجة التجمد.

ولتوضيح ذلك نفترض كميات صغيرة من المواد، حيث نستطيع القول بأن:
- عدد قليل من الجزيئات يعني تواجد مسافات كبيرة بينها، وبالتالي فلا يوجد تآثر بينها،
- يمكن اهمال التآثر بين الجزيئات وجدار الوعاء.

وفي حالة السوائل يمكن اعتبار عدم وجود تآثر بين الجزيئات وبين السائل المذيب.
إذن يمكننا صياغة المعادلة لتلك الحالة بتقريب مقبول:
{\displaystyle a_{i}=x_{i}} (بصفة عامة)
{\displaystyle a_{i}={\frac {c_{i}}{c^{o}}}} (في محلول)
{\displaystyle a_{i}={\frac {p_{i}}{p^{o}}}} (في مخلوط)
يسري هذا التقريب على محاليل مخففة يبلغ التركيز فيها نحو
{\displaystyle 10^{-3}\,\mathrm {\frac {mol}{L}} }.
نجد المقام في المعادلة له نفس وحدة الكمون الكيميائي: ولكن الفاعلية يجب أن تكون بلا وحدات، أي أنه يلزم قسمة التركيز هنا على أي تركيز آخر للحصول علي قيمة بلا وحدات. هذا ينطبق على تعريف «التركيز القياسي» {\displaystyle c^{o}} .
ولكي ننتقل إلى حالة «المخلوط الحقيقي» فإننا نقوم بضرب القيم المعنية في المعادلة في معاملات الفاعلية.

## اقرأ أيضا
- تقدم تفاعل
- ألفة كيميائية
- مخطط أرهينيوس
- معامل بولتزمان
- تفاعل كيميائي
- تفاعل ناشر للحرارة
- تفاعل يمتص الحرارة
- تفاعل الثرميت
- تفاعل أكسدة-اختزال
- اختزال
- نظرية تحول الحالة
- معادلة أرينيوس
- توازن كيميائي
- عيارية أكسدة-اختزال
- تفاعل نووي